# Bombicol

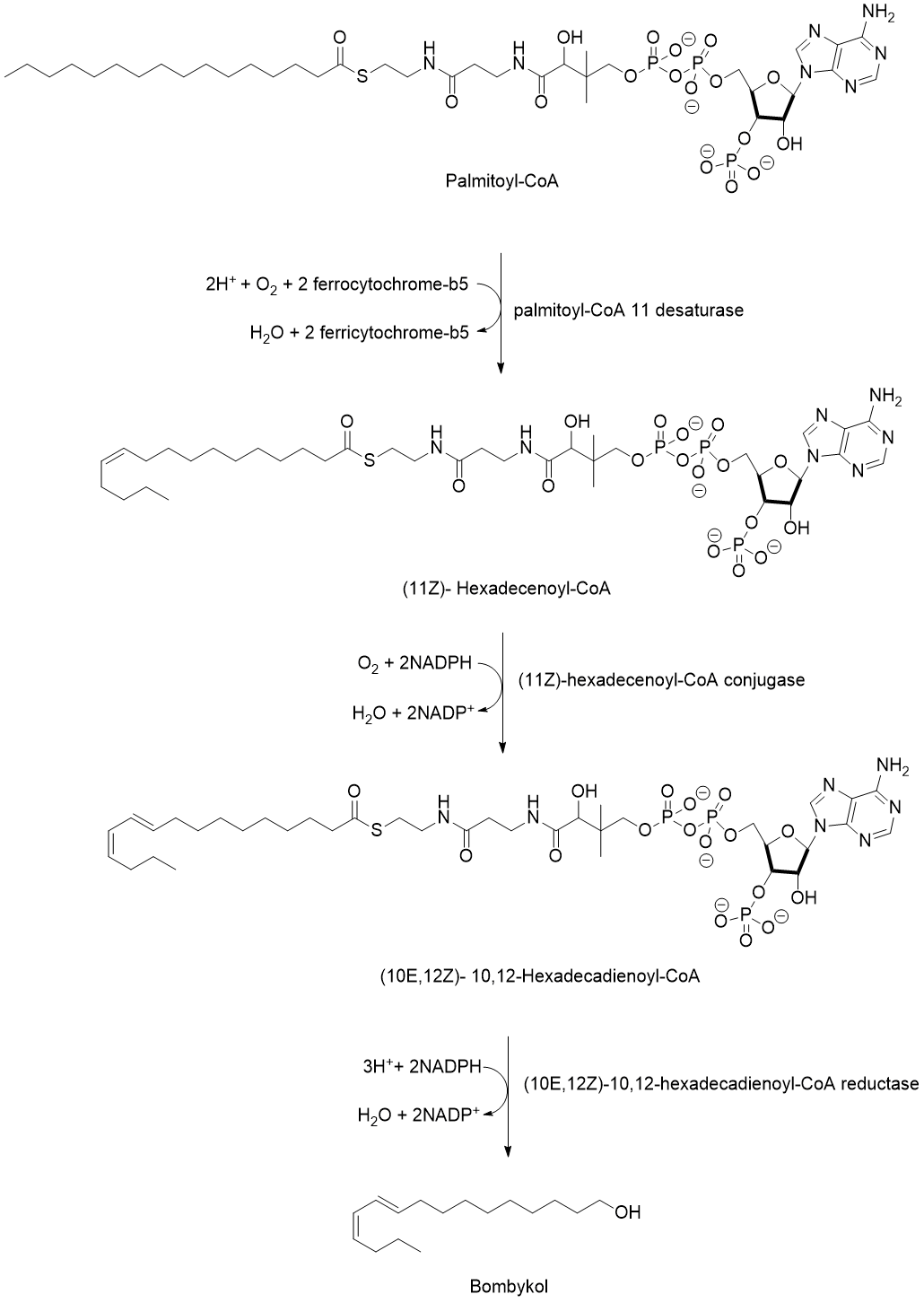
Biossíntese de bombicol a partir de palmitoil-CoA

O bombicol é um feromônio liberado pela mariposa do bicho-da-seda para atrair parceiros. É também o feromônio sexual da mariposa da seda selvagem (Bombyx mandarina). Descoberto por Adolf Butenandt em 1959, foi o primeiro feromônio a ser caracterizado quimicamente.
Quantidades minúsculas deste feromônio podem ser usadas por acre de terra para confundir os insetos machos sobre a localização de suas parceiras. Assim, pode servir como isca em armadilhas para remover os insetos de forma eficaz sem pulverizar as culturas com grandes quantidades de pesticidas. Butenandt nomeou a substância após o nome latino da mariposa Bombyx mori.
In vivo, parece que o bombicol é o ligante natural para uma proteína de ligação de feromônio, BmorPBP, que acompanha o feromônio ao receptor de feromônio.

## Biossíntese
O bombicol é conhecido por ser derivado de acetil-CoA através do acil graxo C-16 palmitoil-CoA. O palmitoil-CoA é convertido em bombicol em etapas que envolvem dessaturação e modificação redutiva do carbono carbonílico. Em comparação com outros feromônios do Tipo I, a biossíntese de bombicol não precisa de encurtamento de cadeia ou qualquer outro tipo de modificação do grupo hidroxila terminal.
Uma enzima dessaturase, codificada pelo gene Bmpgdesat1 (Desat1), produz o monoeno (11Z)-hexadecenoil-CoA bem como o dieno (10E,12Z)-10,12-hexadecadienoil-CoA. Essa dessaturase é a única enzima necessária para catalisar essas duas etapas consecutivas de dessaturação.
O precursor de bombicol acil (10E,12Z)-10,12-hexadecadienoato é encontrado principalmente como um éster de triacilglicerol nas gotículas lipídicas citoplasmáticas das células da glândula de feromônio da mariposa. E quando as fêmeas adultas emergem de suas pupas, o neurohormônio PBAN (neuropeptídeo ativador da biossíntese de feromônios) começa a sinalizar eventos que ajudam a controlar a lipólise dos triacilgliceróis armazenados, liberando (10E,12Z)-10,12-hexadecadienoato para sua final modificação redutiva. O mecanismo de liberação lipolítica de (10E,12Z)-10,12-hexadecadienoato de triacilgliceróis não é completamente conhecido, mas os genes codificadores de lipase candidatos foram identificados.